# Notiphila robusta
Notiphila robusta är en tvåvingeart som beskrevs av Wayne N. Mathis 1979. Notiphila robusta ingår i släktet Notiphila och familjen vattenflugor.
Artens utbredningsområde är Québec. Inga underarter finns listade i Catalogue of Life.